# Criza din Niger (2023)
La 26 iulie 2023 a avut loc o lovitură de stat în Niger, în care garda prezidențială a țării l-a reținut pe președintele Mohamed Bazoum, iar generalul comandant al gărzii prezidențiale Abdourahamane Tchiani s-a autoproclamat liderul unei noi junte militare. Ca răspuns, la 30 iulie 2023, Comunitatea Economică a Statelor din Africa de Vest (ECOWAS) le-a acordat liderilor loviturii de stat din Niger un termen limită de o săptămână pentru a preda puterea lui Bazoum sau a se confrunta cu sancțiuni internaționale și utilizarea forței. Termenul limită urmează să expire pe 6 august 2023. ECOWAS a intervenit anterior în Gambia pentru a restabili democrația în urma crizei constituționale din 2016-2017. La 10 august 2023, Comunitatea Economică a Statelor Africii de Vest (ECOWAS) a decis să păstreze opțiunea intervenției militare în Niger. deschizând astfel calea pentru mobilizarea unei forțe care ar trebui să fie compusă în principal din trupe nigeriene și senegaleze..